# تيد فلك
تيد فلك هو مصرفي وسياسي كندي، ولد في 23 مايو 1960 في وينيبيغ في كندا. نشط حزبياً في حزب المحافظين الكندي. وقد انتخب عضو برلمان وفي By-elections to the 41st Canadian Parliament ‏، انتخب عضو مجلس العموم الكندي عن دائرة Provencher ‏ وقد انضم خلال فترته النيابية ‏ (25 نوفمبر 2013 – 18 أكتوبر 2015) للكتلة البرلمانية حزب المحافظين الكندي وفي الانتخابات الفيدرالية الكندية 2015، انتخب عضو مجلس العموم الكندي عن دائرة Provencher ‏ وقد انضم خلال فترته النيابية ‏ (19 أكتوبر 2015 – ) للكتلة البرلمانية حزب المحافظين الكندي.

## وصلات خارجية
- الموقع الرسمي